# Quimiac
Quimiac est une station balnéaire de la commune de Mesquer, dans le département français de la Loire-Atlantique et la région Pays de la Loire.

## Présentation
Quimiac est une station balnéaire de la Côte d'Amour.

## Lieux et monuments
- pointe de Merquel
- la baule de Merquel
- plage de Sorlock
- Plage de Lanséria
- chapelle Saint-Louis de Quimiac
- Chapelle Notre-Dame de Merquel
- plage du moulin
- plage du Toul ru
- baie du cabonnais
- plage du lann gui
- Les forges (toul ru)
- baie des barges (sorlock)
- pointe de la croix
- Beaulieu (Lanseria)
- Plage de la petite Marinière (petite Mama)